# ラクトセピン
ラクトセピン(Lactocepin, EC 3.4.21.96)は、加水分解酵素の1つである。以下の化学反応を触媒する。
非常に幅広い基質特異性を持つエンドペプチダーゼ活性を持つが、いくつかの部位に作用しやすいことが知られている。例えば、P1及びP4部位の大きな疎水性残基、P2位のプロリンである。カゼインに対する活性が最もよく知られているが、ヘモグロビンや酸化型インスリンB鎖を加水分解することも示されている。
この酵素は、乳酸菌Lactococcus lactisの細胞外皮と関連しており、C末端のアンカー配列により膜に接着している。